# デヴィッド・ウィニング
デヴィッド・ウィニング（David Winning、1961年5月8日 - ）は、カナダの映画監督。アルバータ州カルガリー出身。アメリカ合衆国とカナダの二重国籍者。
カリフォルニア州ロサンゼルスにオフィスを構え、カナダとアメリカを行き来する生活を送っている。

## 演出作品
- デビル・リベンジャー　復讐の殺人者
- ＳＬＩＭＥ　スライム
- バイオ・スピーシーズ
- パワーレンジャー・ターボ・映画版・誕生!ターボパワー※シュキ・レヴィとの共同監督
- ペンタゴン・クライシス
- 殺しの前戯
- ＥＸＣＥＰＴＩＯＮ／殺意のダイヤモンド
- キラー・イメージ
- サバイバル・ゾーン
- ミュータント・ワールド